# Alois Dessauer
Alois Joseph Dessauer (narozen Aron Baruch Dessauer; 21. února 1763, Gochsheim – 11. dubna 1850, Aschaffenburg) byl známý německý dvorní bankéř (dvorní žid).
Byl synem Barucha Dessauera. Vzal si Annu Elisabethu Davidovou, s kterou měl čtyři děti: Josepha Dessauera (1793–1853), George Dessauera (1795–1870), Karla Friedricha Dessauera (1799–1845) a Franze Johanna Dessauera (1805–1872).